# Montecristo
 Ovo je glavno značenje pojma Montecristo. Za druga značenja pogledajte Monte Cristo.
Montecristo je mali talijanski otok u Toskanskom otočju. Na najdužem dijelu otok je dugačak 4.3 kilometra, a nalazi se na otprilike pola puta između Italije i Korzike, južno od Elbe i zapadno od Giglija. 
Ovaj otok je vjerojatno najpoznatiji po tome što je mjesto odvijanja dijela radnje romana Grof Monte Cristo kojeg je napisao Alexandre Dumas.
Otok je danas prirodni rezervat i lovni park kojem je moguće pristupiti samo uz dozvolu. Iako danas ne postoje nikakve građevine na otoku, ovdje se nalaze ruševine bivšeg samostana San Mamiliano kojeg su uništili pirati 1553. godine.